# 潮田河
潮田河，又称牛溪河，位于中国广西壮族自治区桂林市灵川县东南部，是漓江左岸支流，发源于灵川县海洋乡陶涔东坡，西南流经思安江水库、潮田乡，于大圩镇南村以北汇入漓江。干流长50千米，流域面积444平方千米。年均径流量4.26亿立方米。